# Нове (Дальнеконстантиновський район)
Нове (рос. Новое) — село в Дальнеконстантиновському районі Нижньогородської області Російської Федерації.
Населення становить 11 осіб. Входить до складу муніципального утворення Дубравська сільрада.

## Історія
Від 2009 року входить до складу муніципального утворення Дубравська сільрада.

## Населення
| 2002 | 2010 |
| ---- | ---- |
| 26   | ↘11  |